# 키이우 수력발전소

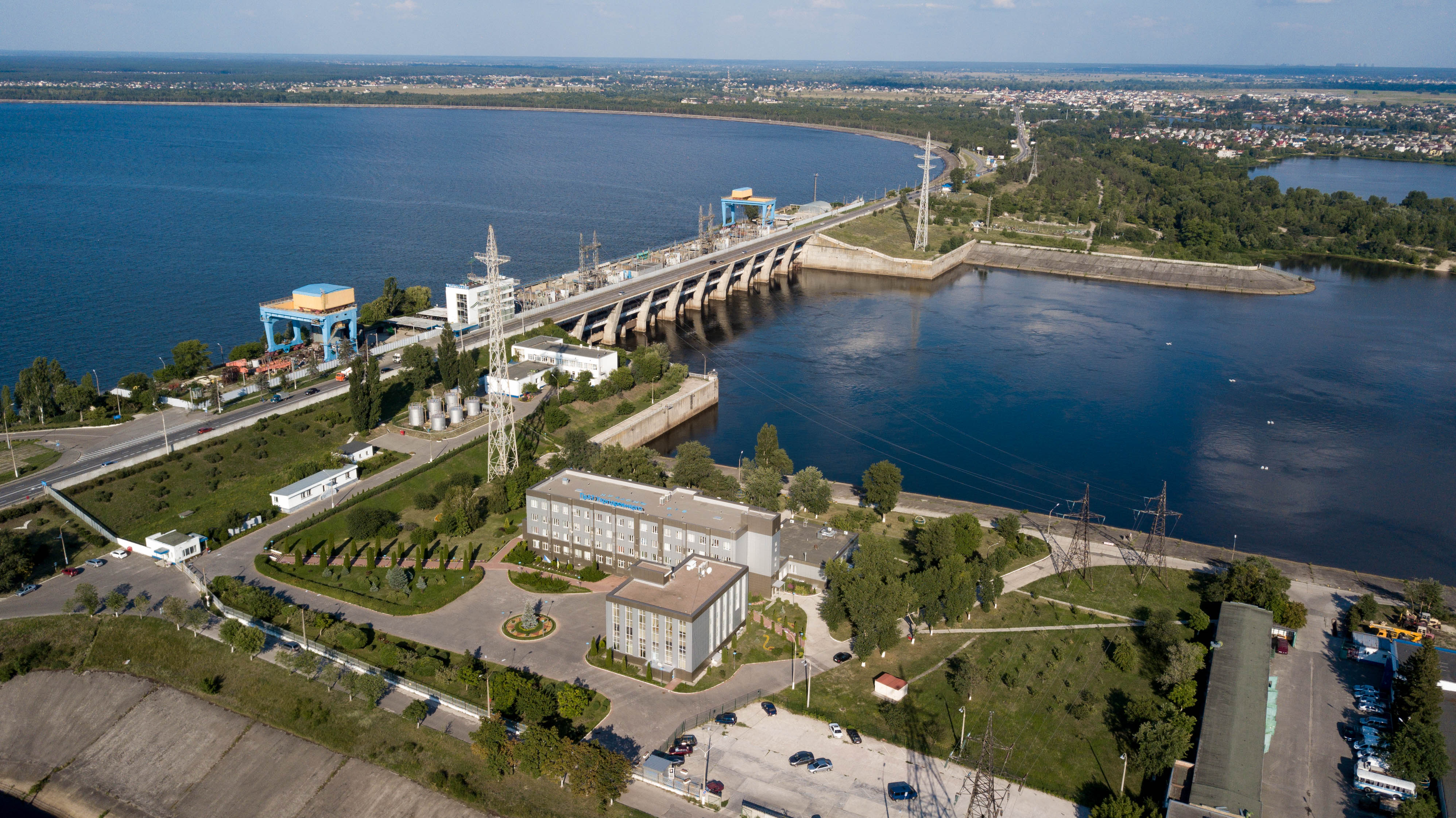
키이우 수력발전소

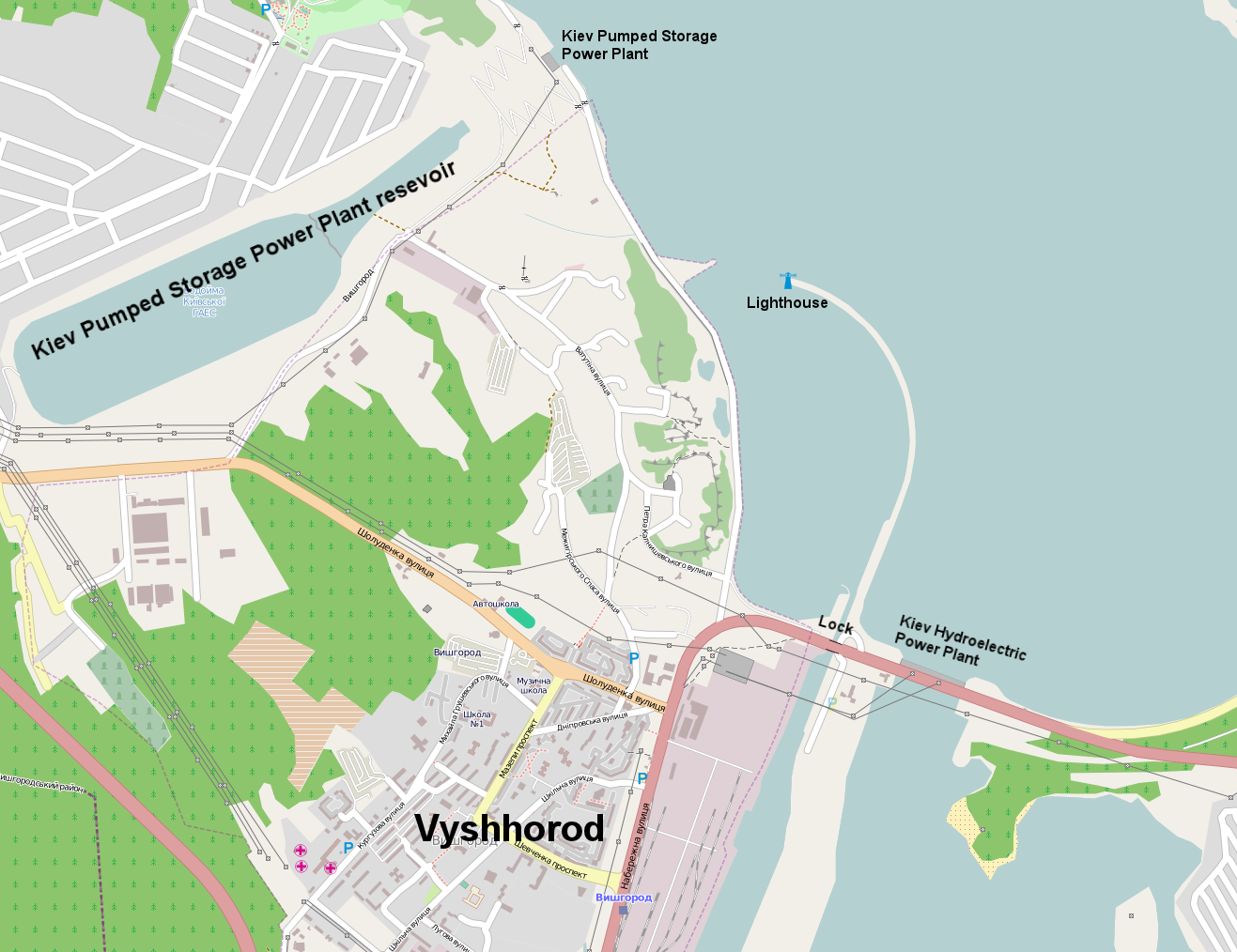
키이우 수력발전소

키이우 수력발전소는 우크라이나 키이우주 비슈호로드 라이온 비슈호로드 드니프로강에 있는 수력 발전소다. 길이가 288m인 수력 발전소의 댐으로 인해 키이우호가 생겼다. 1964년부터 1968년까지 공사가 이뤄졌다.